# Rang De
Rang De  — индийская некоммерческая организация, образована в 2008 году. Представляет собой интернет площадку, позволяющую связать социальных инвесторов и благотворительные фонды с индийскими региональными микрофинансовыми организациями.
Идея создания организации компании возникла у Смита Рамакшина и Рамакшина НК во время их работы в Великобритании в 2006 году. В течение 2007 года ими были найдены инвесторы, в 2008 году они вышли на рынок микрокредитования Индии.
Осуществляет деятельность на территории 13 штатов Индии в сотрудничестве с 25 компаниями-партнерами. Благодаря одним из самых низких процентных ставок в Индии, кредиты компании доступны самым бедным слоям населения страны, что позволяет некоторым из них выйти из состояния нищеты.

## Принцип работы
Компания работает с конечным получателем кредита исключительно через своих партнеров. Компании взимает со своих «полевых партнеров» комиссию в размере 2 % за любую сделку независимо от суммы, 1,5 % идут на покрытие операционных расходов, 0,5 % идут в резервный фонд.
Компания принимает заявки на кредиты через своих партнеров на местах, далее размещает их на своем сайте. Потенциальный кредитодатель может либо отобрать конкретную заявку на кредит, либо при отсутствии времени, выделить деньги на первоочередной кредит в списки ожидания. Так же инвестор может отказаться от получения процентов по кредиту в пользу компании Rang De.
После получения первого платежа по кредиту в отделении «полевого партнера» инвестор информируется об этом на сайте в личном кабинете. Инвестор может увеличить размер кредита или же вывести деньги после его полного погашения.
Итоговая ставка по выдаваемым Rang De кредитам составляет не более 10 % годовых, что является одной из наименьших кредитных ставок в Индии. Согласно политике компании итоговые 10 % разбиваются следующим образом:
- 5,5 % — идут «полевому партнеру»
- 2 % — выручка социального инвестора
- 2 % — операционные расходы компании
- 0,5 % — идут в резервный фонд.

По состоянию на март 2015 года компанией было выдано 34561 кредитов на общую сумму 281,7 млн. рупий (4,5 млн долларов), в этих операциях было задействовано 7183 инвестороа, процент возврата по кредитам составил 99,77 %.